# 2010 TK7
2010 TK7 er en trojansk asteroide, der omløber Solen i omtrent samme bane som Jorden.
2010 TK7 har en diameter på omkring 300 meter, og i sin bane ligger den omkring Lagrange-punktet L4, altså 60 grader foran Jorden på vej rundt om Solen.
Asteroiden blev opdaget i oktober 2010 af astronomer fra Athabasca University, UCLA og University of Western Ontario ved hjælp af NASA's Wide-field Infrared Survey Explorer (WISE).
Det midlertidige navn 2010 TK7 henviser til, at det er den 185. asteroide, der blev opdaget i første halvdel af oktober 2010.